# Clearing-House-Mechanismus
Der Clearing-House-Mechanismus (CHM) ist ein praktisch angewandtes Modell eines Informations-, Kommunikations- und Kooperationssystems. Der Mechanismus wird vor allem im Naturschutz und der Entwicklungszusammenarbeit mit dem Ziel eingesetzt, die Arbeit verschiedener Akteure (NGOs, Behörden, lokale Gruppen, politische Interessenvertreter etc.) zu vernetzen. Die Entwicklung des CHM setzte sich merklich Mitte der 1990er Jahre durch. Ihr lag die Erkenntnis zugrunde, dass kleinen Akteuren vor Ort (lokale Umweltgruppen, kleine Entwicklungshilfeorganisationen) häufig die nötigen Informationen und Kooperationen fehlen, um an einem übergeordneten Prozess teilzuhaben.

## Begriff
Der Begriff clearing house bezeichnet im englischen Sprachraum ursprünglich eine Verrechnungsstelle von Banken, in der Schecks und Rechnungen verschiedener Banken ausgetauscht und miteinander verrechnet werden können (siehe Clearinghaus). Ziel ist, dass nur der am Schluss verbleibende Nettobetrag in Bargeld ausgeglichen werden muss. Mittlerweile hat sich die Bedeutung des Begriffs erweitert: er wird für jede Art von Einrichtungen benutzt, die als Umschlagplatz für Güter, Dienstleistungen oder Informationen dienen und so zwischen Angebot und Nachfrage vermitteln.
Vom Bundesumweltministerium wurde der CHM 1998 im Zusammenhang mit einer Rede von Umweltministerin Angela Merkel als „eine Art Datendrehscheibe“ bezeichnet, „die vor allem die technische und wissenschaftliche Zusammenarbeit fördern soll.“ Eine Kontaktstelle fördere in Zusammenarbeit mit den Vertragsstaaten die Entwicklung dieses Informationsnetzwerkes, sowohl über das Internet als auch in gedruckter Form.

## Clearing-House-Netzwerke
- APC (Association for Progressive Communication)

Bereits 1987 gegründeter Zusammenschluss von regionalen und nationalen Netzwerken von Nichtregierungs-Organisationen (NGOs), die die Kommunikation auf dem Gebiet Umwelt, Menschenrechte, Entwicklung und Frieden zum Ziel hat. Das Netzwerk bietet seine Plattform in Englisch, Spanisch, Französisch und Portugiesisch an.
- UNEP-GRID (United Nations Environment Programme-Global Resource Information Database)

Globales Netzwerk von Umweltinformationszentren im Dienste des Umweltprogramms der Vereinten Nationen (UNEP). GRID hat seine Hauptsitze im norwegischen Arendal (Kooperationszentrum), bei der UNEP und in Genf. Ziel ist es, Umweltinformationen politischen Entscheidungsträgern und Entwicklungsorganisationen zur Verfügung zu stellen. Neben den Hauptsitzen in Süd-Norwegen, Nairobi und Genf hat GRID Büros auf allen Kontinenten.
- UNEP World Conservation Monitoring Centre

Das WCMC wurde von der Internationalen Naturschutzunion IUCN, dem WWF und der UNEP gegründet. Es arbeitete bis 2000 eng mit dem UNEP zusammen. Ab 2000 übernahm die UNEP die Leitung und alle Mitarbeiter des WCMC. Ziel ist die Sammlung und Aufbereitung sowie Veröffentlichung von Informationen in Bezug auf die Erhaltung biologischer Ressourcen. Das UNEP WCMC berät und trainiert auf nationaler Ebene Akteure beim Aufbau eigener Informationszentren.
- Nationale Strategie zur biologischen Vielfalt (Deutscher Clearing-House-Mechanismus)

In Deutschland wurde von staatlicher Seite ein CHM zur Unterstützung des Abkommens zur Biologischen Vielfalt (Convention on Biological Diversity, CBD) gegründet. Neben dem Bundesamt für Naturschutz und dem Bundesumweltministerium nimmt auch eine Reihe von universitären Institutionen teil.
- Ein Access and Benefit Sharing Clearing-House-Mechanismus (Zugang zu genetischen Ressourcen und gerechter Vorteilsausgleich) entsprechend dem völkerrechtlichen Rahmen aufgrund des Nagoya-Protokolls ist in den Aktionsplan zur Umsetzung der Strategie Biodiversität Schweiz integriert, der am 6. September 2017 vom Bundesrat verabschiedet wurde[3].